# Вальтер Бремер
Вальтер Бремер (нім. Walter Braemer; 7 січня 1883, Кенігсберг — 13 червня 1955, Гамбург) — німецький офіцер, генерал кавалерії, группенфюрер СС. Кавалер Німецького хреста в сріблі.

## Біографія
2 березня 1901 року поступив в кавалерію. Закінчив Військову академію (1911). Учасник Першої світової війни, офіцер Генштабу. Після демобілізації армії залишений в рейхсвері. З 1 лютого 1927 року — командир 6-го кінного полку. З 1 січня 1931 року — комендант Інстербургу. 30 листопада 1932 року вийшов у відставку. 1 жовтня 1935 року вступив у СС (посвідчення №223 910), в 1937 році — у НСДАП (партійний квиток №4 012 329). 
1 липня 1938 року повернувся на військову службу. З 26 серпня 1939 по 20 травня 1941 року — начальник 580-го тилового району. З 24 червня 1941 по 20 квітня 1944 року — командувач вермахтом у райхскомісаріаті Остланд. В його обов'язки входило забезпечення безпеки шляхів комунікацій і важливих об'єктів, а також боротьба з партизанами. З 17 січня 1945 року — генерал для особливих доручень при командуванні 1-го, з 22 січня — 2-го військового округу. З 10 лютого по 4 березня 1945 року — командувач тиловим районом 11-ї армії. 2 травня взятий у полон британськими військами. Звільнений в жовтні 1947 року.

## Звання
- Фенріх (2 березня 1901)
- Лейтенант (27 січня 1902)
- Обер-лейтенант (27 січня 1910)
- Ротмістр (17 лютого 1914)
- Майор (1 січня 1922)
- Оберст-лейтенант (1 квітня 1926)
- Оберст (1 жовтня 1929)
- Генерал-майор (1 жовтня 1932)
- Штандартенфюрер СС (1 жовтня 1935)
- Оберфюрер СС (13 вересня 1936)
- Бригадефюрер СС (20 червня 1938)
- Генерал-лейтенант (1 липня 1941)
- Генерал кавалерії (1 вересня 1942)
- Группенфюрер СС (20 квітня 1944)

## Нагороди
- Залізний хрест 2-го і 1-го класу
- Князівський орден дому Гогенцоллернів, почесний хрест 3-го класу з мечами
- Орден «За військові заслуги» (Баварія) 4-го класу з мечами
- Орден Фрідріха (Вюртемберг), лицарський хрест 2-го класу з мечами
- Орден Церінгенського лева, лицарський хрест 1-го класу з дубовим листям і мечами
- Військовий Хрест Фрідріха-Августа (Ольденбург) 2-го (на стрічці для фронтовиків) і 1-го класу
- Королівський орден дому Гогенцоллернів, лицарський хрест з мечами (17 січня 1917)
- Орден Залізної Корони 3-го класу з військовою відзнакою (Австро-Угорщина)
- Хрест «За військові заслуги» (Австро-Угорщина) 3-го класу з військовою відзнакою
- Почесний хрест ветерана війни з мечами
- Почесна шпага рейхсфюрера СС
- Кільце «Мертва голова»
- Медаль «За вислугу років у Вермахті» 4-го, 3-го, 2-го і 1-го класу (25 років)
- Застібка до Залізного хреста 2-го і 1-го класу
- Хрест Воєнних заслуг 2-го і 1-го класу з мечами
- Німецький хрест в сріблі